# William Douglas-Home
William Douglas-Home (3 juin 1912, Édimbourg - 28 septembre 1992, Winchester) est un officier britannique entre juillet 1940 et septembre 1944. Il est emprisonné pour avoir refusé de participer à la destruction du Havre durant la Seconde Guerre mondiale, lors de l'Opération Astonia. Il devient ensuite un auteur très populaire au Royaume-Uni.

## Famille et éducation
Il est le troisième fils de Charles Douglas-Home (13e comte de Home) et de Lady Lilian Lambton. Son frère aîné est Alec Douglas-Home, Premier ministre du Royaume-Uni en 1963 et 1964.
Le 26 juillet 1951, il épouse Rachel Brand, la fille de Thomas Brand (vicomte Hamden) et de Leila Emily Seely. Ils ont 4 enfants.

## Service militaire
Malgré son opposition à la politique gouvernementale qui exige une capitulation sans condition de l'Allemagne nazie, il est enrôlé dans l'armée en juillet 1940 et doit rejoindre le Royal East Kent Regiment (en). Alors qu'il est officier, il participe également à trois élections partielles.
En 1944, Douglas-Home est officier dans le 141e Régiment lors de la bataille de Normandie. Ce régiment est le premier à être équipé de chars lance-flammes nommés Churchill Crocodile.
Douglas-Home refuse de participer à l'opération Astonia consistant à la prise du port du Havre par les Alliés, car les Britanniques ont refusé la proposition allemande d'une trêve pour évacuer la population civile. Il envoie ensuite une lettre à un journal britannique pour s'en expliquer, et cela lui vaut une audition devant la cour martiale.
Douglas Home est condamné à un an d'emprisonnement et au travail forcé. Son procès n'a duré que deux heures. Il est rayé des cadres de l'armée. En 1988, il demande, en vain, sa réhabilitation.

## Œuvres scéniques
William Douglas-Home a écrit une cinquantaine de pièces de théâtre, parmi lesquelles :
- Qu'est-ce que maman comprend à l'amour ? (The Reluctant Debutante) (1955)
- Le mauvais soldat Smith (The Bad Soldier Smith) (1961)
- Le Canard à l'orange (The Secretary Bird) (1967)
- Ne coupez pas mes arbres (Lloyd George Knew My Father) (1972)
- La Dame de Sercq (l'autobiographie de Sibyl Collings Beaumont Hathaway) (1974)